# Tajna plavoga vlaka
Tajna plavoga vlaka (izdan 1928.) je poznati roman s Herculeom Poirotom u glavnoj ulozi kojeg je napisala Agatha Christie.

## Radnja
U međunarodnome Plavom vlaku u svome odjeljku nađena je mrtva kćer američkog bogataša. Naizgled obično ubojstvo kojeg bi francuska policija brzo riješila uhitivši onoga tko je, po svemu sudeći, bio motivirani ubojica. Ali tu se našao nenadmašivi Hercule Poirot čija britka logika ulazi ispod površine privida i kopa do pravog ubojice na kojeg nitko ni ne sumnja…

## Ekranizacija
Ekraniziran je u desetoj sezoni (2006.) TV serije Poirot s Davidom Suchetom u glavnoj ulozi.

## Poveznice
- Tajna plavoga vlaka  Arhivirana inačica izvorne stranice od 14. srpnja 2014. (Wayback Machine) na Agatha-Christie.net, najvećoj domaćoj stranici obožavatelja Agathe Christie